# Esclanèdes
Esclanèdes är en kommun i departementet Lozère i regionen Occitanien i södra Frankrike. Kommunen ligger i kantonen Chanac som tillhör arrondissementet Mende. År 2022 hade Esclanèdes 428 invånare.

## Befolkningsutveckling
Antalet invånare i kommunen Esclanèdes
| Referens: INSEE |